# Coppia di basi

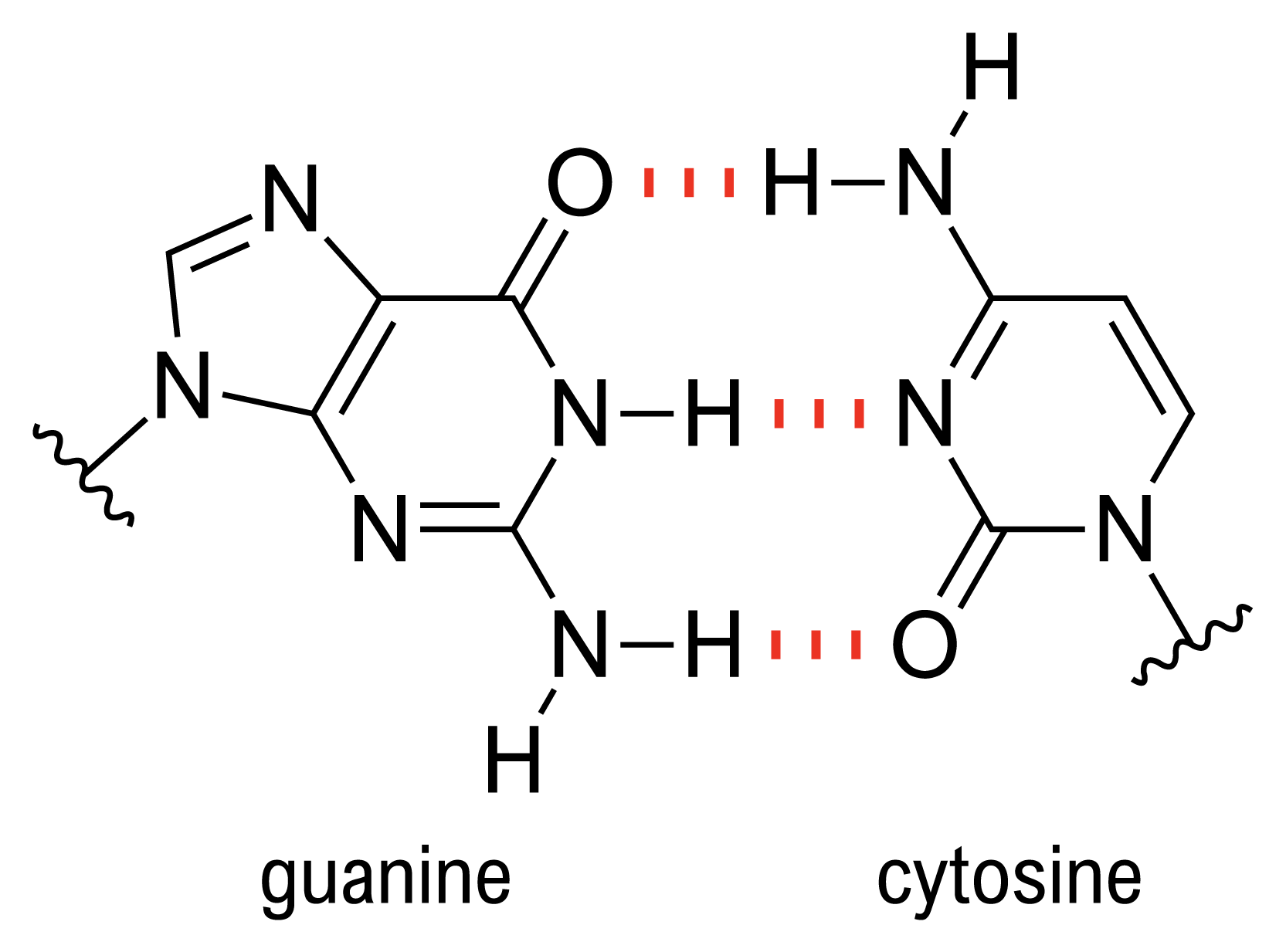
Coppia di basi Guanina-Citosina

Le coppie di basi o paia di basi (abbreviate come pb o, dall'inglese base pair, bp o bps) sono comunemente utilizzate come misura della lunghezza fisica di sequenze di acidi nucleici a doppio filamento. Spesso, data la grande dimensione dei genomi, viene utilizzata l'unità kbp (k sta per kilo), pari a mille paia di basi.
Il numero di paia di basi rappresenta il numero di coppie di basi azotate che contiene il filamento in analisi. Ogni paio di basi è tenuto insieme attraverso legami idrogeno che si instaurano tra le molecole, ricche di azoto. Tra adenina e timina o uracile si formano due legami; tra citosina e guanina tre.

## Fonte
- (EN)  Glossario della Genetics Home Reference degli National Institutes of Health